# Command and General Staff College

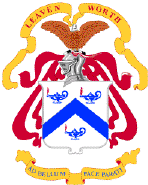
Logo des USAC&GSC

Das Command and General Staff College (CGSC) der United States Army in Fort Leavenworth, Kansas, Vereinigte Staaten, ist eine höhere Bildungseinrichtung der US-Streitkräfte, für die Ausbildung der militärischen Führungsspitze. Es wurde ursprünglich 1881 als Schule für die Infanterie und die Kavallerie gegründet.

## Organisation

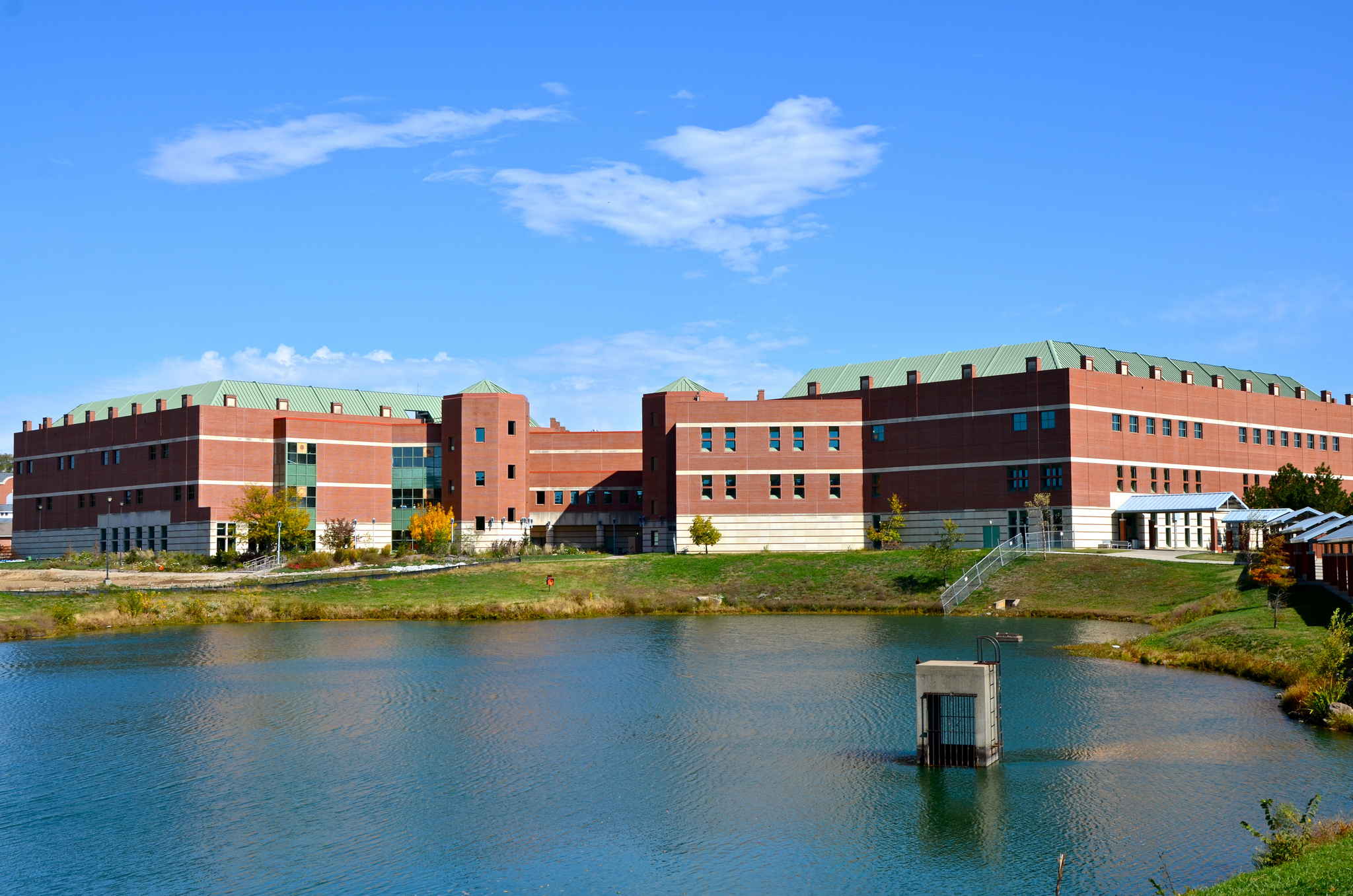
Eisenhower Hall des CGSC

Kommandeur des CGSC ist immer ein Lieutenant General. Bis Oktober 2022 hat Theodore D. Martin dieses Kommando, dann soll Milford Beagle Jr. seine Nachfolge antreten. Das Command and General Staff College ist in Ausbildungseinrichtungen (Schools) unterteilt:

### Command and General Staff School (CGSS)
Die Command and General Staff School bildet Offiziere der mittleren Führungsebene der US-Army und internationale Studenten für alle mögliche Arten von Operationen von Landstreitkräften als Kommandeure oder Stabsoffiziere aus.

### School of Advanced Military Studies (SAMS)
Diese Schule bildet zukünftige Kommandeure aus den US-Streitkräften und internationale Studenten aus. Ziel ist es die Studenten zu befähigen, komplexe Probleme auf operativer und strategischer Ebene zu lösen. Die Studienprogramme dieser Schule werden mit einem Master in Military Arts and Sciences abgeschlossen.

### School for Command Preparation (SCP)
Diese Abteilung bildet Offiziere für eine zukünftige Verwendung als Brigade- oder Bataillonskommandeur aus. Ebenso werden Unteroffiziere als Führungsgehilfe als Command Sergeant Major eines Bataillons oder einer Brigade ausgebildet.

### School of Advanced Leadership and Tactics (SALT)
Die School of Advanced Leadership and Tactics bildet Offiziere vom Leutnant bis zum Major auf taktischer Ebene aus.

## Weblink
- Offizielle Seite (englisch)